# Alodia Gosiengfiao
Alodia Almira Arraiza Gosiengfiao (Ciudad Quezón, Filipinas, 9 de marzo de 1988) es una actriz ocasional, cantante y modelo cosplayer filipina.
Es sumamente reconocida en la comunidad del Cosplay pues muchas compañías en las Filipinas la han contratado para sus campañas. Es además embajadora para Animax y conductora de televisión. Ha aparecido en diversas revistas y periódicos además de programas de televisión locales.
Además apareció en el año de 2009 en la revista FHM en su versión filipina, ocupando el lugar 87 de las 100 Mujeres más sexis, y en 2010 ocupó el lugar 76. Fue nombrada por la revista UNO como una de las mujeres más influyentes de las Filipinas.
Además de sus actividades como modelo también es conocida como bloguera, cantante, pianista y filántropa.

## Biografía
Alodia Gosiengfiao nació en Ciudad Quezon y es amante del arte, la moda, los gadgets, los videojuegos, la fotografía, colección de juguetes y figuras como BJDs, además ella toca el piano. Su madre la bautizó así por medio de un libro de nombre; Alodia que significa "amor" y Almira que significa "princesa". Ella tiene ascendencia china y española, su padre es de ascendencia china, mientras que su madre es de ascendencia española. Sus padres se llaman Mariglor y Ed Gosiengfiao y ella tiene una hermana menor llamada, Ashley Gosiengfiao, quien también es una cosplayer y modelo.
Gosiengfiao asistió al Colegio Asunción en Makati, desde el nivel preescolar hasta el segundo grado. Más adelante al Colegio Miriam, donde cursó el tercer y cuarto año de la Escuela Secundaria. Asistió a la Universidad Ateneo de Manila, se graduó en año 2009 con un grado de "BFA" en Diseño de la Información. Como estudiante de secundaria, ella era integrante del equipo llamado "Pep" del "Miriam College High School". También trabajó en comisiones de arte para clientes internacionales, lo que le ilustró en realizar para ambas obras de arte digitales y tradicionales.
Actualmente tiene una relación con el vloger Wil Dasovich, quien también es muy popular en Filipinas.

## Filmografía

### Televisión
| Año       | Título           | Personaje          | Canal       |
| --------- | ---------------- | ------------------ | ----------- |
| 2013      | It's Showtime    | Judge              | ABS-CBN     |
| 2013      | IBILIB           | Herself            | GMA Network |
| 2013      | Minute to Win It | Herself            | ABS-CBN     |
| 2013      | Party Pilipinas  | Herself            | GMA Network |
| 2012      | Pop Talk         | Celebrity Reviewer | GMA News TV |
| 2012      | It's Showtime    | Judge              | ABS-CBN     |
|           | Regal Shocker    | Nika               | TV5         |
| 2010-2011 | Laugh Out Loud   | Host/Herself       | ABS-CBN     |

### Películas
| Año  | Título                              | Personaje      | Producción                 |  |
| 2012 | The Reunion                         | Julie          | Star Cinema & Viva Films   |  |
| 2012 | Kimmy Dora and the Temple of Kiyeme | Sang Kang Kang | Star Cinema & Spring Films |  |
| 2011 | Tween Academy: Class of 2012        | Herself        | GMA Films                  |  |

### Televisión (como directora/productora)
| Año          | Título         | Anclas                 | Canal    |
| 2013-present | CNN Konek      | Cherie Mercado         | AksyonTV |
| 2013-present | Aksyon Weekend | Raffy Tulfo, Grace Lee | TV5      |

## Discografía
- アジアの変身 - Super Dolls (2013)
- ヒロイン症候群 - Super Dolls (2013)